# Scelio dones
Scelio dones är en stekelart som beskrevs av Mikhail Vasilievich Kozlov och Lê 1988. Scelio dones ingår i släktet Scelio och familjen Scelionidae. Inga underarter finns listade i Catalogue of Life.